# Lewan Warschalomidse
Lewan Warschalomidse (georgisch ლევან ვარშალომიძე; * 17. Januar 1972 in Batumi, Adscharische Autonome Sozialistische Sowjetrepublik) ist ein georgischer Politiker (Vereinte Nationale Bewegung). Der Jurist war von Januar bis Mai 2004 Generaldirektor der Georgischen Eisenbahn. Von 20. Juli 2004 bis 30. Oktober 2012 war er Premierminister der Autonomen Republik Adscharien.

## Leben

### Jugend und Studium
Warschalomidse wuchs als Sohn einer einflussreichen adscharischen Familie in Batumi auf. Sein Vater ist Guram Warschalomidse, der 1992 mit Warschalomidses Amtsvorgänger Aslan Abaschidse die Firma Adscharische Schifffahrtsgesellschaft gründete und später Chef des Statistischen Amts von Adscharien war.
Warschalomidse legte an der 6. Oberschule in Batumi das Abitur mit Auszeichnung ab. Von 1989 bis 1994 studierte er Rechtswissenschaften an der Universität Kiew. 1992 studierte er zugleich am Internationalen Institut für Menschenrechte in Straßburg, 1993 an der Akademie für Europäisches Recht in Florenz und am Institut für Öffentliches Internationales Recht und Internationale Beziehungen, Thessaloniki. 1999 promovierte er an der Universität Kiew im Privatrecht.

### Ministerialbeamter und Rechtsanwalt
1998 wurde Warschalomidse Abteilungsleiter für bilaterale Beziehungen und internationales Recht im georgischen Außenministerium, 2000 Abteilungsleiter für Gerichtswesen im Justizministerium. 2002 wechselte er als Leiter der Rechtsabteilung ins Finanzministerium.
Warschalomidse entzweite sich mit Präsident Eduard Schewardnadse und schied im März 2002 aus dem öffentlichen Dienst aus. Er ging als wissenschaftlicher Mitarbeiter an das Staatliche Rechtsinstitut Georgiens, gründete im September 2003 gemeinsam mit dem späteren Premierminister Surab Noghaideli und dem späteren Justizminister Gia Kawtaradse die Rechts- und Finanzberatungsfirma Damenia, Warschalomidse, Noghaideli & Kawtaradse (DVNK) in Tiflis.

### Premierminister Adschariens
Am 23. Januar 2004 berief ihn Präsident Micheil Saakaschwili als Direktor der staatlichen Eisenbahn Georgiens. Nach dem Machtwechsel in Adscharien wurde er am 5. Mai 2004 vom Präsidenten zum Verwaltungschef Adschariens berufen. Am 20. Juli 2004 wählte ihn das adscharische Parlament, der Oberste Rat, zum Premierminister der Autonomen Republik.
Zehn Monate nach seiner Amtseinführung geriet er unter Verdacht, Schlüsselpositionen der Regierung mit Familienangehörigen besetzt zu haben. Die Abgeordnete Eka Chercheulidse (Nationale Bewegung – Demokraten) präsentierte am 3. März 2005 eine Liste von 18 Personen, die nicht wegen ihrer persönlichen Qualifikation eingestellt worden seien. Warschalomidse wies alle Schuld von sich.
2010 geriet Warschalomidse in einen Konflikt mit dem damaligen Premierminister Georgiens Nika Gilauri, weil sich der Letztere weigerte, "technische Autonomiefunktionen" an Adscharien zu übertragen.
Am 14. Januar 2012 wurde Warschalomidse von Präsident Saakaschwili für seine Bemühungen bei der Befreiung georgischer Seeleute aus der Gefangenschaft somalischer Piraten mit dem Präsidentenorden ausgezeichnet.
Nach der Niederlage von Saakaschwilis Partei "Vereinte Nationale Bewegung" bei den nationalen und regionalen Wahlen 2012 wählte der Oberste Rat von Adscharien am 30. Oktober 2012 Archil Chabadse, einen vom neuen Premierminister Bidsina Iwanischwili nominierten Kandidaten, zum neuen Regierungschef der Provinz. Warschalomidse ging daraufhin in die Opposition.

## Sonstiges
Warschalomidse spricht englisch und russisch.

## Schriften
- The Role of UNIDROIT in the Sphere of the Unification of Private International Law, Internationale Beziehungen, Universität Kiew, Kiew 1997
- Unification of the Private International Law Norms within the Frameworks of the UNIDROIT, Internationale Beziehungen, Universität Kiew, Kiew 1998
- International Legal Aspects of Factoring, Internationale Beziehungen, Universität Kiew, Kiew 1998
- Current Issues Relating to Minorities and the Principles of Self-Determination in International Law with Respect to the Republic of Georgia, Thesaurus Agroascium des Instituts für Öffentliches Internationales Recht und Internationale Beziehungen an der Aristoteles-Universität Thessaloniki, UN Peace Messenger Award, Ausg. XXIII., Thessaloniki 1998
- Book on Private International Law, Kapitel 6, Kiew 2001